# Bob Johnson

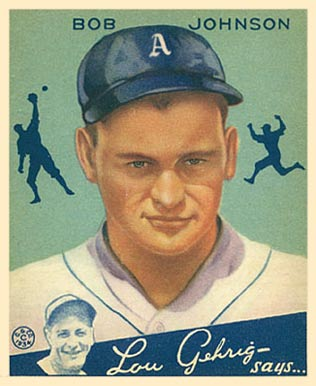
Bob Johnson.

Bob Johnson (26 de noviembre de 1905 - 6 de julio de 1982) fue un beisbolista estadounidense de las grandes ligas. Era originario de Pryor Creek, Oklahoma. Pasó su vida en Tacoma, Washington. Jugó en equipos de la liga Americana, como los Philadelphia Athletics y los Chicago White Sox, entre otros. En su carrera de beisbolista, jugó 13 temporadas y anotó aproximadamente 1239 carreras.